# Bastion Parlascio
Le bastion Parlascio (en italien : Bastione del Parlascio) est une fortification défensive des murailles de Pise, à côté de l'actuelle Porta a Lucca dans la province de Pise en Toscane,.

## Historique
La première fortification destinée à protéger la Porta del Parlascio, l'une des portes les plus importantes de la ville, était composée d'une tour-porte construite en 1320 par Jacopo di Ridolfo. Avec la première domination florentine, il fut nécessaire de renforcer cet accès à la ville, c'est pourquoi dans la première moitié du XVe siècle, une contre-porte fut construite, attribuée à Filippo Brunelleschi. En 1543, le bastion, encore visible aujourd'hui, fut construit par l'architecte Nanni Unghero (it), l'un des premiers exemples de fortification moderne en Italie. Avec la dernière extension de la structure, la Porta del Parlascio fut définitivement fermée et par conséquent l'actuelle Porta a Lucca fut ouverte.
En 1781, alors que les besoins de protection de la ville diminuaient du fait de son appartenance au grand-duché de Toscane, la maison de Lorraine commença l'activité d'alignement des structures militaires en vendant les lieux à des particuliers, de sorte qu'à la fin du XVIIIe siècle, Le bastion fut transformé en glacière, fonction qu'il conserva jusqu'en 1900.
Pendant la Seconde Guerre mondiale, le bastion fut utilisé comme abri anti-aérien. Après la guerre, les espaces furent divisés en trois propriétés et vendus à des particuliers.

## Réhabilitation du bastion
Le bastion a été acheté par la municipalité de Pise en mai 2013 pour plus d'un million d'euros et fin 2021 ont commencé les travaux de restauration de toutes les salles intérieures pour l'utiliser comme musée multimédia et accès au chemin de ronde des remparts.
A côté, se trouve le site archéologique des Thermes de Néron (Ier siècle).